# Gyarmati Ferenc (író)
Gyarmati Ferenc (Körösbánya, 1894. április 2. – Déva, 1980. július 12.) erdélyi magyar költő, író, újságíró, festőművész.

## Életútja
Iskolai tanulmányait Brádon kezdte, Déván folytatta. Az I. világháború olasz frontjáról hazatérve megyei tisztviselő, a Hunyadvármegye című hetilap felelős szerkesztője. 1919-ben a nagyváradi Magyar Szó és Tavasz című irodalmi lapokban jelentek meg Ady-utánérzésű versei, 1922-ben az aradi Kölcsey Egyesület verspályázatán tűnt fel. A Pásztortűz, a Déva és Vidéke munkatársa, időszaki kiadványt szerkeszt Kovács Imre színtársulata számára Színház címen (1922). 1924-ben a nagybányai festőiskola tagja lesz, vagy másfél évtizeden át működött ott, 1939-ben egy nagybányai csoportos tárlaton állított ki.
1933-ban mind költészetét és prózáját, mind képeit Hunyad megye magyar íróinak és művészeinek Szerencse fel c. gyűjteményes kötete mutatta be.

## Kötetei
- Muzsika (apró írások, Déva 1923)
- Fekete orgonák (versek, Déva 1923)
- Marosi csönd (versek, Déva 1924)